# Joseph Hannong
Joseph Adam Hannong, född 1734, död efter 1800, var en tysk keramiker.
Joseph Adam Hannong övertog 1760 efter fadern Paul Hannongs död ledningen av Frankenthalmanufakturen. Fabrikationen nådde under hans tid hög kvalitet, men lönsamheten gick det sämre med, och 1762 sålde han fabriken och slog sig ned i Strassburg, där släkten sedan tidigare ägde en fajansfabrik. Under hans ledning utvecklades vid Strassburgsfabriken naturistisk blomdekor, huvudsakligen av rosor, som tillhör de främsta alstren inom europeisk fajanskonst.